# Pasi Hiekkanen

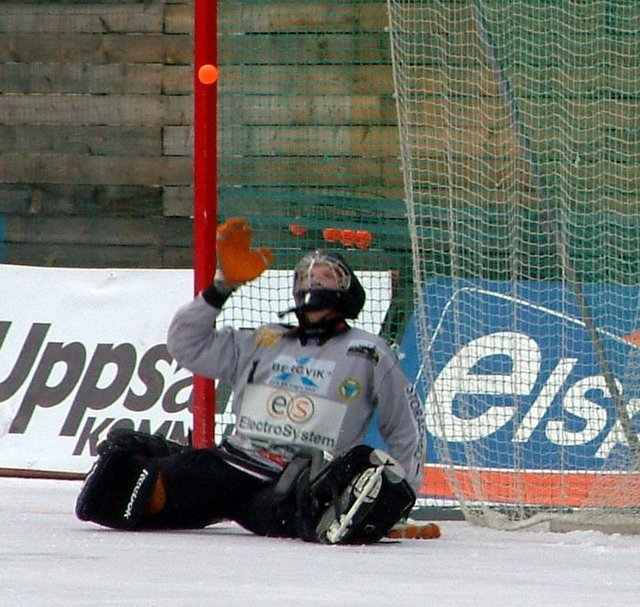
Pasi Hiekkanen 2005 beim Bandy

Pasi Hiekkanen (* 3. Oktober 1977 in Tornio) ist ein finnischer Bandy- und Fußballtorhüter. 2013/14 steht er im Kader des schwedischen Klubs Sandvikens AIK.
Hiekkanens Bandykarriere begann beim Verein Tornion Palloveikot, mit dem er 1999 und 2001 finnischer Vizemeister wurde und 2000 die Meisterschaft gewann. 2001 wechselte er zu Brobergs IF nach Schweden, zwischen 2007 und 2010 stand er im Kader von Kalix Bandy. 2010 kehrte er nach Tornio zurück, wobei der Verein mittlerweile eine Spielgemeinschaft mit dem schwedischen Klub Haparanda SKT eingegangen war und im schwedischen Ligensystem an den Start ging. 2013 wechselte er zu Sandvikens AIK.
In der finnischen Bandynationalmannschaft spielte Hiekkanen zwischen 2002 und 2010 und gewann 2004 in Schweden den Weltmeistertitel.
Hiekkanen war im Sommer auch als Fußballtorhüter im Einsatz. Er spielte für die finnischen Klubs Tornion Pallo -47 und Oulun Palloseura und während seiner Zeit bei Kalix Bandy für den Verein Assi IF.